# Надь, Мария
Мария Надь (в замужестве Раденкович; серб. Марија Нађ, 7 декабря 1924, Вепровац — 12 ноября 1992, там же) — югославская шахматистка, мастер спорта Югославии (1955).

## Биография
Из семьи воеводинских венгров. Окончила начальную школу в Торде, училась в средней школе сначала в Зренянине, потом в Кикинде. Окончила Высшую педагогическую школу в Нови-Саде. Работала учителем венгерского языка в Скореноваце, Зренянине и Кикинде. После выхода на пенсию вернулась в родной город.
Играть в шахматы научилась в детстве. Более 20 раз участвовала в чемпионатах Югославии. Была участницей 1-го женского чемпионата страны (Белград, 1947 г.). Лучший результат показала в 1955 г. в Целе, когда ей удалось завоевать титул чемпионки. С 1959 по 1976 гг. выступала за клуб «Ватрогасац» из Кикинды, затем — за клуб «Раднички», после выхода на пенсию — за клуб «Железничар» из города Инджия. Занималась шахматной педагогикой.
Награждена Орденом Труда III степени (с серебряным венком). В 1966 г. была признана спортсменкой года в Кикинде. Лауреат Октябрьской премии Кикинды.